# Lee Su-ji
Lee Su-ji (20 de marzo de 1998), más conocida por su nombre artístico Halla o Suji, es una cantante y actriz surcoreana. Exmiembro del grupo surcoreano The Ark, que se disolvió en el año 2016. También es miembro del proyecto Real Girls Project.

## Vida personal
Lee Su-ji nació el 20 de marzo de 1998 en Busan, Corea del Sur. Pero actualmente reside en Daegu, Corea del Sur.
Asistió al Hanlim Multi Art School, departamento de Radiodifusión y Entretenimiento en Seúl y se graduó el 10 de febrero de 2017.

## Discografía
| Título                                 | Año          | Posiciones en las listas | Ventas       | Álbum                 |
| Título                                 | Año          | KOR                      | Ventas       | Álbum                 |
| banda sonora                           | banda sonora | banda sonora             | banda sonora | banda sonora          |
| -------------------------------------- | ------------ | ------------------------ | ------------ | --------------------- |
| "Memories" (메모리즈) (junto a Jeewon) | 2017         | —                        | —            | The Idolmaster KR OST |
|                                        |              |                          |              |                       |

## Filmografía

### Series de televisión
| Año  | Título            | Papel       | Red                         | Notas        | Ref.         |
| ---- | ----------------- | ----------- | --------------------------- | ------------ | ------------ |
| 2017 | The Idolmaster KR | Lee Su-jin  | SBS Plus, SBS funE, SBS MTV | Protagonista | [ 7 ] [ 8 ]  |
| 2017 | The Idolmaster KR | Lee Su-ah   | SBS Plus, SBS funE, SBS MTV | Cameo        |              |
| 2020 | Handmade Love     | Han Sa-rang |                             | Serie web    |              |
| 2025 | Salon de Holmes   | Park Su-ji  | ENA                         |              | [ 9 ] [ 10 ] |

### Programas de televisión
| Año  | Título                           | Red             | Nota                                 |
| ---- | -------------------------------- | --------------- | ------------------------------------ |
| 2016 | Pops in Seoul                    | Arirang         | Panelista junto a Real Girls Project |
| 2017 | Stargram                         | SBS Plus        | Panelista junto a Real Girls Project |
| 2017 | The Unit: Idol Rebooting Project | KBS2, KBS World | Concursante                          |

### Presentadora
| Año  | Título     | Red             | Nota                                |
| ---- | ---------- | --------------- | ----------------------------------- |
| 2017 | Music Bank | KBS2, KBS World | MC especial del 4 de agosto de 2017 |